# Jargaltulgyn Erdenebat
Jargaltulgyn Erdenebat (en mongol: Жаргалтулгын Эрдэнэбат; n. 1973) es un político mongol.
Él es miembro del Partido del Pueblo de Mongolia (PPM).
Fue desde el día 7 de julio de 2016, en sucesión de Chimediin Saikhanbileg, nombrado por el presidente Tsajiagiin Elbegdorzh como nuevo 12.º primer ministro de Mongolia, cargo que ocupó hasta el 4 de octubre de 2017.